# Хвощ лісовий
Хвощ лісовий (Equisetum sylvaticum L.) — вид рослин родини хвощові (Equisetaceae).

## Опис
Це багаторічна тіньовитривала трав'яниста рослина родини хвощевих заввишки 10-15 см, з тонким темно-бурим розгалуженим кореневищем. Спороносні й безплідні пагони розвиваються одночасно, навесні, але різко відрізняються один від одного.
Спороносні — червонувато-бурі, нерозгалужені, з гладенькими ребрами. Спороносні колоски (10-40 мм завдовжки) довгасто-яйцеподібні або майже циліндричні. Піхви (до 25 мм завдовжки) віддалені одна від одної; зісподу — зелені, зверху — рудовато-бурі, дзвоникоподібні, 2-6 лопатеві, зубці їх зростаються по 2-3. У вузлах спороносних пагонів після дозрівання спор розвиваються кільця довгих розгалужених горизонтальних або відігнутих униз гілок. Гілки яскраво-зелені, розміщені більш-менш в одній площині.
Буруваті спороносні стебла з’являються майже одночасно з безплідними і спочатку дуже відрізняються від них. Після спороношення на стеблі розвиваються такі самі гілки, як і на безплідних пагонах: двічі-тричі розгалужені, горизонтальні або похилені донизу. Спори дозрівають наприкінці весни — на початку літа.
Безплідні пагони дуже розгалужені (15-90 см заввишки), часто на верхівці пониклі, з тонкими гілочками і 10-18 ребрами. Піхви вегетативних пагонів циліндрично-келихопобіні; зубці піхов незрослі, відхилені назовні.

## Місцезростання
Росте в листяних і мішаних лісах на вирубках, у заростях чагарників, на лісових луках, окраїнах боліт. Тіньовитривала рослина; на території України поширена переважно на Поліссі, рідше в Лісостепу. У багатьох районах України хвощ є рідкістю, тому занесений до регіональних списків рідкісних рослин. 

## Практичне використання
Хвощ лісовий — лікарська (сечогінна), фарбувальна рослина. 